# Zwei trübe Tassen – vom Militär entlassen
Zwei trübe Tassen – vom Militär entlassen ist eine US-amerikanische Filmkomödie aus dem Jahr 1947 von Charles Barton mit dem Komikerduo Abbott und Costello. Der Film wurde von Universal-International Pictures produziert und ist die Fortsetzung der 1941 unter der Regie von Arthur Lubin entstandenen Komödie Buck Privates.

## Handlung
Nach Ende des Zweiten Weltkrieges kehren Slicker Smith und Herbie Brown mit einem Truppentransporter heim. Als Captain Christie eine Inspektion der Quartiere durchführen lässt, wird das Schiff beinahe durch eine Sprengfalle, die Herbie als Souvenir mitgenommen hat, in die Luft gesprengt. Zudem erfahren Slicker und Sergeant Collins, dass Herbie das französische Waisenkind Yvonne Lebru an Bord geschmuggelt hat. Das Mädchen wird vom Kapitän gefunden und in die Obhut der Krankenschwester Sylvia Hunter gegeben, die sich schnell mit Yvonne anfreundet.
In New York angekommen, werden Slicker und Herbie nach Fort Dix zur Ausmusterung beordert, während Yvonne der Einwanderungsbehörde übergeben wird. Als das Mädchen hört, dass sie zurück nach Frankreich gebracht werden soll, ergreift sie die Flucht. Am Times Square findet sie Slicker und Herbie, die ihrem alten Geschäft, dem Straßenverkauf von Krawatten, nachgehen. Auch Collins hat seinen Vorkriegsberuf als Polizist wieder aufgenommen und will die beiden gerade festnehmen.
Nachdem Slicker und Herbie Collins entkommen können, wird Yvonne zum französischen Konsulat gebracht. Hier macht sich Herbie kundig, ob er Yvonne adoptieren kann. Doch dazu muss er verheiratet sein und Arbeit haben. Yvonne schlägt Sylvia als Ehefrau vor, doch die ist mit dem Rennfahrer und Autodesigner Bill Gregory liiert. Slicker und Herbie werden Bills Geschäftspartner, jedoch befindet sich dessen Rennwagen als Pfand in einer Garage. Am nächsten Tag werden Slicker und Herbie von einem Immobilienmakler übers Ohr gehauen, der ihnen einen defekten Bus als Wohnmobil andreht. Dennoch statten die beiden den Bus zu ihrer Wohnstatt aus.
Slicker und Herbie wollen mit einem Kredit Bills Rennwagen auslösen, doch werden sie von der Bank abgewiesen. Herbie schlägt vor, alte Kriegskameraden zu fragen. Sie bringen einige mit Bill zusammen und schon bald haben sie genug Geld für den Rennwagen gesammelt. Collins hat mittlerweile Yvonnes Spur aufgenommen, jedoch kann Yvonne mithilfe von Slicker und Herbie abermals entkommen. Collins wird vom Dienst suspendiert und forscht nun auf eigene Faust nach, um seinen Job wiederzukriegen. Dazu observiert er die Garage, in der Bills Wagen eingesperrt ist. Als Collins einnickt, schleichen sich Bill, Slicker und Herbie in die Garage und schleppen den Wagen ab.
Kurz vor dem Rennen um den Gold Cup werden Slicker, Bill, Sylvia und Yvonne von dem wieder diensttuenden Collins festgenommen. Herbie setzt sich daraufhin spontan ans Steuer des Rennwagens, verliert schon bald die Kontrolle und verlässt die Rennstrecke. Collins akquiriert die Limousine des Automobilmagnaten Walter Appleby und verfolgt Herbie. Appleby ist so beeindruckt von der Leistung des Wagens, dass er bei Bill 20 Autos und 200 Motoren in Auftrag gibt. So abgesichert erhalten Bill und Sylvia die Erlaubnis, Yvonne zu adoptieren. Slicker und Herbie werden Polizeiposten angeboten, sehr zum Entsetzen von Collins.

## Produktion
Gedreht wurde der Film vom 18. November 1946 bis Ende Januar 1947 in Los Angeles sowie in den Universal-Studios in Universal City.

## Stab und Besetzung
Bernard Herzbrun und Frank A. Richards waren die Art Directors, Russell A. Gausman und Charles Wyrick die Szenenbildner.
In kleinen nicht im Abspann erwähnten Nebenrollen traten Eddie Acuff, Ernie Adams, Brooks Benedict, William Ching, Billy Curtis, Myron Healey, Buster Keaton (in der Rolle eines Malers) und Robert J. Wilke auf.
Für Nat Pendleton, der auch hier wie im ersten Teil die Rolle des Collins spielte, war es die letzte Filmrolle.

## Veröffentlichung
Die Premiere des Films fand am 4. April 1947 statt. In der Bundesrepublik Deutschland kam er am 6. Mai 1977 in die Kinos.

## Kritiken
Das Lexikon des internationalen Films schrieb: „Komödie mit den üblichen, eher groben Gags des Duos.“
Der Kritiker des TV Guide sah nichts Spektakuläres, aber eine feine Leistung der beiden dusseligen Clowns.